# الشواهد الربوبیة فی المناهج السلوکیة
الشواهد الربوبیة فی المناهج السلوکیة کتابی از ملاصدرا، فیلسوف ایرانی قرن یازدهم هجری قمری، است. مطابق بررسی عبدالرسول عبودیت، این کتاب احتمالاً پس از اسفار اربعه و مبدأ و معاد و شرح هدایه نوشته شده‌است. این کتاب توسط سید مصطفی محقق داماد تصحیح شده‌است.

## ساختار کتاب
این کتاب به پنج مشهد و هر مشهد این کتاب به چند شاهد تقسیم شده‌است. هر شاهد نیز شامل چند اشراق است.
1. مشهد اول: امور عامه
2. مشهد دوم: وجود حق تعالی و خلق دنیا و آخرت
3. مشهد سوم: حقیقت معاد و کیفیت پیدایش روح
4. مشهد چهارم: اثبات حشر اجسام و اجساد
5. مشهد پنجم: نبوات و ولایات

## شروح و ترجمه‌ها
بر این کتاب شروح متعددی نوشته شده، از جمله:
1. حواشی ملاعلی نوری. نسخه‌ای از این حواشی در کتابخانه دانشگاه تهران موجود است.
2. حواشی ملاهادی سبزواری. این حواشی در یکی از چاپ‌ها به همراه کتاب چاپ شده.
3. حواشی محمدرضا قمشه‌ای.
4. حواشی آقاعلی حکیم.
5. حواشی آقاعلی مدرس زنوزی.
6. شرح میرزا علی‌اکبر حکمی یزدی.[۳]
7. مشاهد الألوهیة یا شرح کبیر بر شواهد الربوبیة از غلامحسین رضانژاد «نوشین».[۴]

همچنین این کتاب حداقل سه بار توسط ابوالقاسم یزدی، جواد مصلح و علی بابایی به فارسی ترجمه شده‌است.